# Heterorrhina elegans
Heterorrhina elegans là một loài bọ cánh cứng trong họ Scarabeidae, phân họ Cetoniinae được tìm thấy ở Ấn Độ và Sri Lanka.

## Hình ảnh

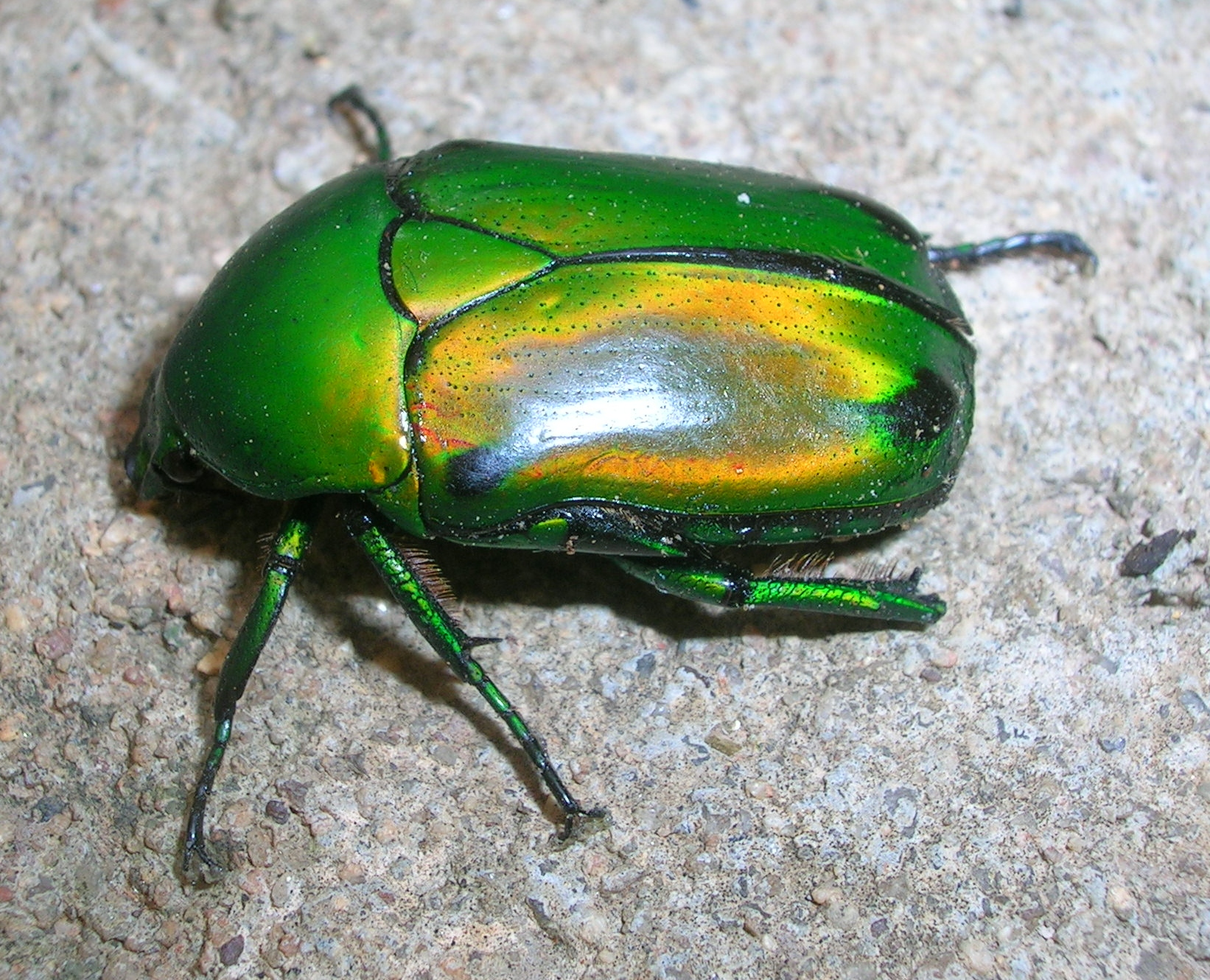
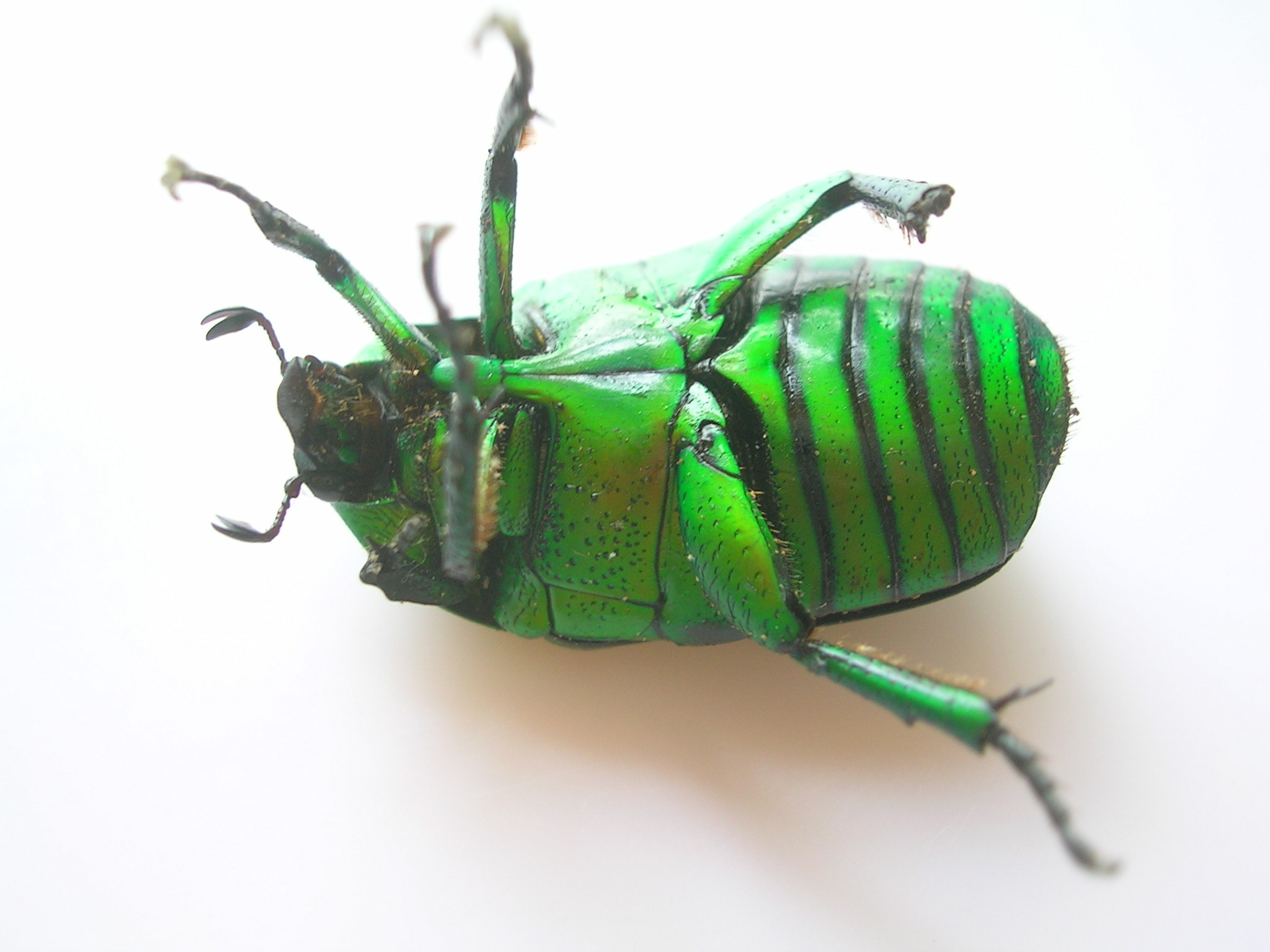